# Гібсонтон (Флорида)
Гібсонтон (англ. Gibsonton) — переписна місцевість (CDP) в США, в окрузі Гіллсборо штату Флорида. Населення — 18 566 осіб (2020).

## Географія
Гібсонтон розташований за координатами 27°49′43″ пн. ш. 82°22′50″ зх. д. / 27.82861° пн. ш. 82.38056° зх. д. (27.828720, -82.380670).  За даними Бюро перепису населення США в 2010 році переписна місцевість мала площу 39,96 км², з яких 33,13 км² — суходіл та 6,83 км² — водойми.

## Демографія
Згідно з переписом 2010 року, у переписній місцевості мешкали 14 234 особи в 4783 домогосподарствах у складі 3403 родин. Густота населення становила 356 осіб/км².  Було 5622 помешкання (141/км²).
Расовий склад населення:
| - 72,8 % — білих - 12,7 % — чорних або афроамериканців - 1,8 % — азіатів - 0,6 % — корінних американців - 0,1 % — вихідців з тихоокеанських островів - 9,0 % — осіб інших рас |

До двох чи більше рас належало 3,1 %. Частка іспаномовних становила 27,9 % від усіх жителів.
За віковим діапазоном населення розподілялося таким чином: 30,3 % — особи молодші 18 років, 62,6 % — особи у віці 18—64 років, 7,1 % — особи у віці 65 років та старші. Медіана віку мешканця становила 31,4 року. На 100 осіб жіночої статі у переписній місцевості припадало 101,7 чоловіків;  на 100 жінок у віці від 18 років та старших — 101,2 чоловіків також старших 18 років.
Середній дохід на одне домашнє господарство  становив 54 616 доларів США (медіана — 43 542), а середній дохід на одну сім'ю — 59 605 доларів (медіана — 48 592). Медіана доходів становила 36 240 доларів для чоловіків та 32 460 доларів для жінок. За межею бідності перебувало 21,7 % осіб, у тому числі 29,2 % дітей у віці до 18 років та 25,7 % осіб у віці 65 років та старших.
Цивільне працевлаштоване населення становило 7334 особи. Основні галузі зайнятості: роздрібна торгівля — 17,1 %, освіта, охорона здоров'я та соціальна допомога — 16,0 %, науковці, спеціалісти, менеджери — 11,4 %, мистецтво, розваги та відпочинок — 9,8 %.